# Chiesa di San Leonardo (Matera)
San Leonardo è una chiesa rupestre situata presso il Sasso Caveoso di Matera. La cripta, oggi murata, prende il nome dall'affresco raffigurante il santo. Una volta sconsacrata è stata adibita, fino a qualche tempo fa, a forno.

## Descrizione
Gli elementi architettonici appartenenti al primo impianto sono: un pilastro centrale, diverse nicchie ed archeggiature sulle pareti.
Al suo interno conserva solo qualche traccia di affreschi dealbati. Probabilmente, all'interno di una piccola edicola con intradosso a conchiglia era collocata l'immagine di San Leonardo.